# Vilniaus vandenys

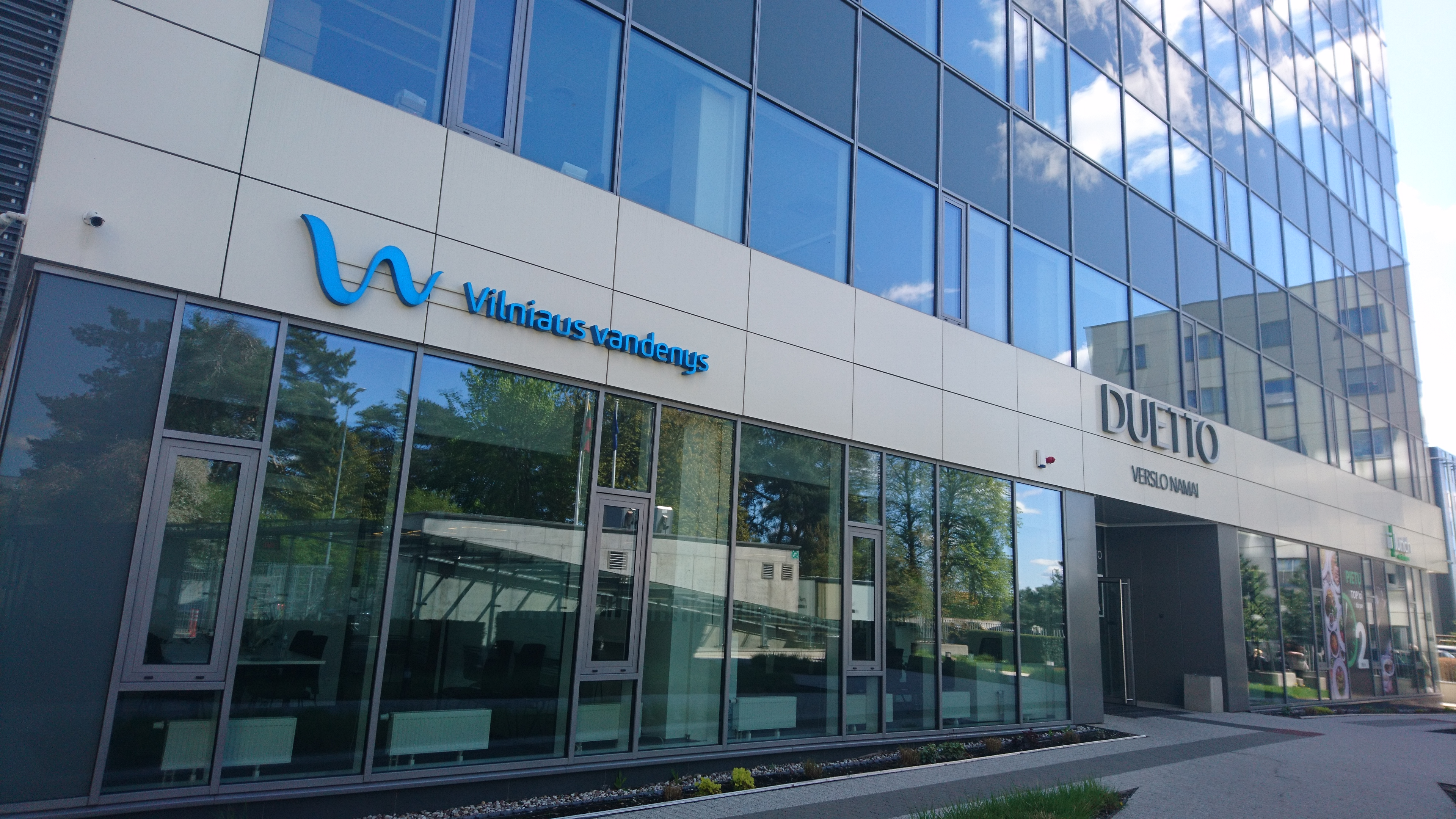
Sitz in Viršuliškės

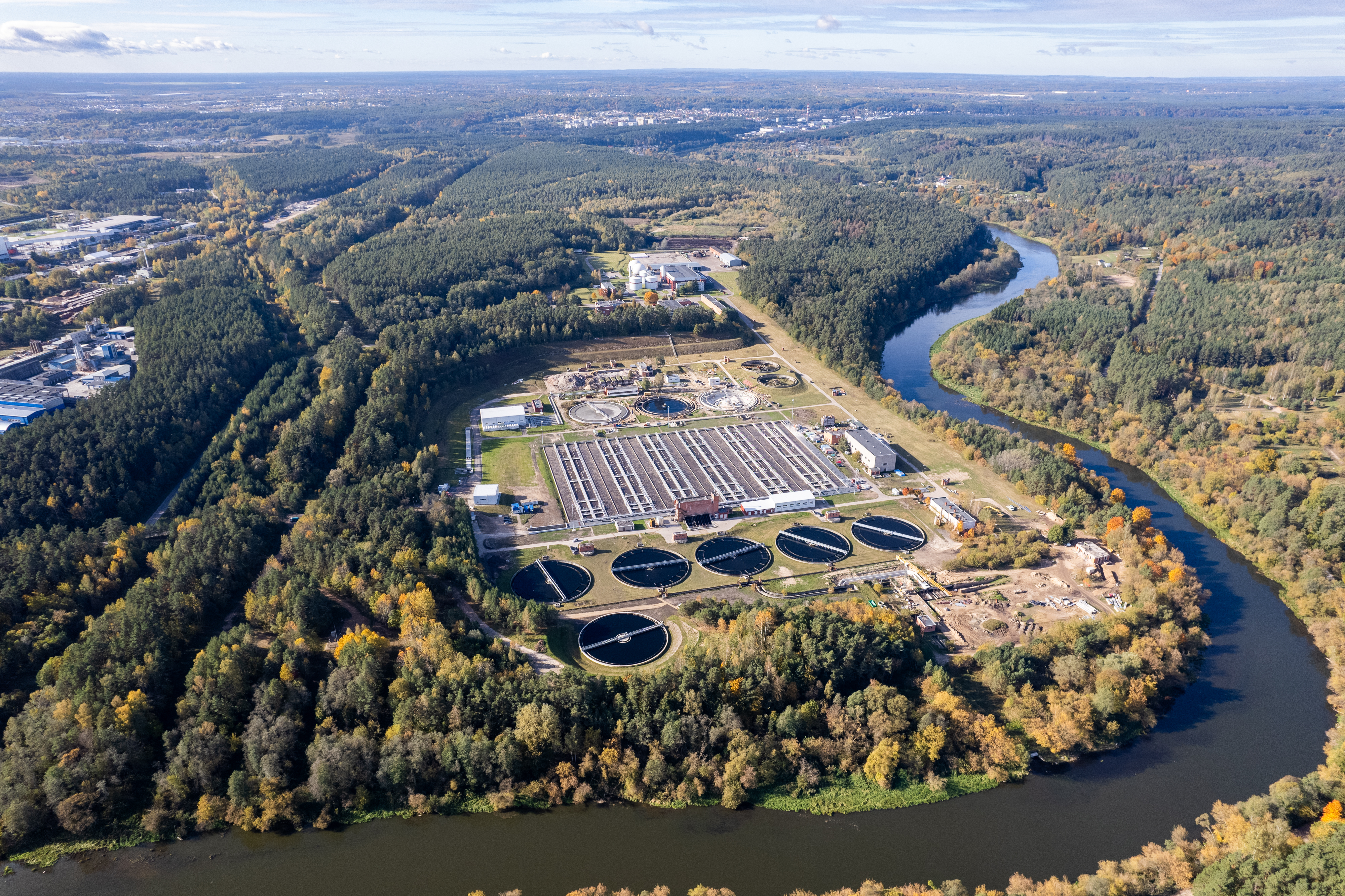
Kläranlage Vilnius

Vilniaus vandenys ist der größte (nach Mitarbeiterzahl) Wasserversorger in Litauen. Das Unternehmen beschäftigt 994 Mitarbeiter (2011). 2010 erzielte es den Umsatz von 100 Mio. Litas und 2018 Einnahmen von 37 Mio. Euro. Es hat 589.000 Kunden. Es exploatierte nicht nur Wasserversorgungs- und Abwasser-Netzwerke in Vilnius, sondern auch in Šalčininkai, Švenčionys und Rajongemeinde Vilnius. Ein großer Teil der Mitarbeiter arbeitet im Bürogebäude Duetto (Spaudos g. 8-1) im Stadtteil Viršuliškės der Stadt Vilnius.